# Reisenbach (Fischa)
Der Reisenbach ist ein Fluss in Niederösterreich.
Der Reisenbach zweigt bei Pottendorf von der Neuen Fischa, einer Ausleitung aus der Fischa, ab und fließt nach Norden über den Ort Reisenberg und durch Margarethen am Moos wieder zur Fischa, in die er bei Enzersdorf an der Fischa mündet.